# Каторга и ссылка
«Каторга и ссылка» (укр. Каторга і заслання) — історико-революційний журнал, що випускався в Москві з 1921 по 1935 рік. Орган Всесоюзного товариства колишніх політкаторжан і засланців.

## Історія
Історико-революційний журнал «Каторга і заслання» почали видавати в Москві в 1921 році і закінчили в 1935 році. З 1923 року по 1927 рік журнал публікувався під загальною редакцією В. Д. Віленського-Сибірякова. З 1927 року по 1929 рік — Ф. Я. Кона. З 1929 року по 1935 рік — І. А. Теодоровича. Головні галузі журналу «Каторга и ссылка»: історія революційного руху в Росії; в'язниця, каторга, заслання і еміграція; некрологи; бібліографії; хроніки. Крім того, видавалися дослідницькі статті на тему революції, мемуари та архіви.
Серед авторів були активісти з партії більшовиків і Комінтерну, такі як: О. М. Коллонтай, Б. Кун, Д. З. Мануїльський, С. І. Міцкевич, В. І. Невський, М. О. Семашко, О. М. Ярославський; народовольці: В. М. Фігнер, М. Ф. Фроленко, Г. В. Якимова-Диковська; допомагали: Ю. В. Готьє, А. В. Шестаков, М. М. Дружинін, Б. П. Козьмін, С. Є. Ліон, завідувач редакцією журналу, М. В. Нечкіна, О. Є. Пресняков, Є. В. Тарле та історики.
Всього надруковано 116 випусків.